# Crabrolin
Crabrolin bezeichnet ein im Gift von Hornissen (Vespa) vorkommendes, antimikrobiell wirkendes Polypeptid, das aus 13 Aminosäuren besteht. Die Substanz wurde erstmals 1984 durch Antonio Argiolas und John J. Pisano isoliert und in ihrer Struktur beschrieben.
Die Aminosequenz lautet:
FLPLILRKIVTAL-NH2 (beim letzten Leucin handelt es sich um Leucinamid)
Crabrolin wirkt antimikrobiell, insbesondere bei Gram-negativen Bakterien. Zudem zeigt es eine hämolytische Aktivität.